# Dimitar Vlahov
 Dimitar Vlahov  (în macedoneană Димитър Янакиев Влахов, n. 8 noiembrie 1878, Kilkis, Macedonia și Tracia⁠(d), Grecia – d. 7 aprilie 1953, Belgrad, RFP Iugoslavia⁠(d)) a fost un politician și un jurnalist bulgar din Macedonia de Nord. Din anii 1930 a fost un ideolog al naționalismului macedonean.

## Biografie
S-a născut la 8 noiembrie 1878 în orașul Kilkis din Imperiul Otoman. A fost fratele revoluționarilor Gheorghi Vlahov, Hristo Vlahov și Nikola Vlahov și nepotul inginerului Hristo Stanișev, unul dintre liderii Comitetului Suprem din Macedonia de la Adrianopol. A absolvit școala exarhică bulgară din Kilkis. Între 1894-1897 a studiat la Școala bulgară de gimnastică din Salonic, dar a fost exclus din cauza participării sale la rebeliunea școlară. Mai târziu, a absolvit Liceul de Teatru din Sofia, după care a lucrat ca profesor la Belogradcik. În această perioadă Vlahov a devenit membru al Partidului Social Democrat al Muncitorilor din Bulgaria (în bulgară Българска работническа социалдемократическа партия, BRSDP) și a avut legături cu Grupul Socialist Macedonean (macedoneană Македонска социјалистичка група). Mai târziu a studiat chimia la mai multe universități din Germania și Elveția și s-a învârtit mai ales prin cercuri socialiste. El a stabilit, de asemenea, la Geneva o asociație de anarhiști a Comitetului Revoluționar Secret Macedonean (în macedoneană Македонски таен револуционерен комитет). În această perioadă, Vlahov a devenit francmason și a fost asociat cu cercurile sioniste. A absolvit în 1903 Universitatea din Sofia.
Din 1903, Vlahov a studiat la Școala de Ofițeri din Sofia, dar în timpul revoltei Ilinden (în bulgară Илинденско-Преображенско въстание, Ilindensko-Preobražensko vǎstanie) împotriva Imperiului Otoman a părăsit Bulgaria și s-a întors în Macedonia. După suprimarea revoltei, s-a mutat la Gimnaziul Solun din Bulgaria pentru a lucra ca profesor. El a fost membru al Organizației Revoluționare Interne Macedoneană (ORIM) (în bulgară Вътрешна македоно-одринска революционна организация), ales în Comitetul Central și numit șef al organizației din Salonic, alături de Georgi Monșev. În vara anului 1904, a fost arestat pentru activități revoluționare și a fost demis din gimnaziu, în 1905 a fost eliberat și s-a întors în Bulgaria, unde a fost condamnat la trei luni de închisoare pentru dezertare din armată. A continuat să lucreze ca profesor la Kazanlăk, în 1908 s-a întors la Gimnaziul din Tesalonic.
După Revoluția Tinerilor Turci din 1908, Vlahov s-a alăturat vieții politice a bulgarilor macedoneni. El a fost unul dintre liderii din Salonic al Partidului Federativ Popular (secțiunea bulgară). În 1908, în alegerile parlamentare, el a intrat ca deputat în Parlamentul Otoman. Partidul Federativ Popular a fost desființat în 1911 și a devenit membru al Partidului Socialist Otoman. În 1912, din partea acestui partid, a fost ales din nou deputat în Parlamentul Otoman și a sprijinit ideea formării unui stat evreiesc și mutarea tuturor evreilor din lume acolo. David Ben-Gurion, care în 1911 s-a mutat la Salonic pentru a studia limba turcă și pentru a primi o diplomă în Drept, a declarat în mod paradoxal că „Vlahov urmărește și sprijină obiectivele sioniste, ca toți evreii socialiști”. În 1912, Vlahov a fost ales Președinte al Primului Congres al Sindicatului Muncitorilor din Industria Tutunului din Salonic. În 1913, autoritățile elene l-au arestat și l-au extrădat în Bulgaria ca potențial spion (acesta a fost vârful celui de-al doilea război balcanic).
În timpul războaielor balcanice și al primului război mondial, Vlahov a lucrat în cadrul Ministerului Afacerilor Externe: cu sprijinul lui Simeon Radev, a fost numit șef al departamentului consular. El a fost consul bulgar în Odssa, cu ajutorul său financiar din 1914 până în 1915, a publicat Vocea Balcanilor în Odessa, prin care a cerut unificarea Macedoniei și Bulgariei. După izbucnirea primului război mondial, Vlahov a fost mobilizat în armată și a fost numit comandant al orașelor ocupate Știp și Priștina, precum și consul general bulgar la Kiev. Sfârșitul primului război mondial și formarea Organizației Revoluționare Interne Macedoneană (ORIM) în 1920 au permis lui Vlahov să intre în Comitetul Central ca reprezentant al aripii stângi. De asemenea, a fost secretar al Camerei de Comerț din Varna. Todor Alexandrov , șeful ORIM nou înființate, l-a numit pe Vlahov responsabil pentru stabilirea relațiilor diplomatice dintre Bulgaria și Rusia Sovietică și, de asemenea, l-a pus să obțină sprijin din partea bolșevicilor pentru organizație.
La întoarcerea din URSS, Vlahov a raportat în raport că URSS simpatizează cu mișcarea de eliberare macedoneană și că dorește să mențină contacte ulterioare. Dimitar însuși a format curând Institutul Științific Macedonean, iar în 1924 a fost numit reprezentant comercial al Bulgariei la Viena.
Din momentul în care Vlahov a refuzat să coopereze cu organizația principală ORIM și a devenit membru al Comitetului Central al ORIM „Unită”, serviciile speciale sovietice au devenit interesate de activitățile sale. Din acel moment, Vlahov a devenit un agent ilegal al GPU (NKVD al RSFSR). Din 1925 până în 1944, Vlahov a fost membru al Partidului Comunist Bulgar, între 1924 și 1932 a fost editorul ediției în limba franceză a Federației Balcanice. În 1931, Cominternul a cerut partidelor comuniste să discute despre problemele drepturilor popoarelor la autodeterminare și la secesiune și, astfel, în 1932, membrii ORIM au pus problema poporului macedonean pe ordinea de zi pentru prima dată [17]. În 1934, Cominternul a emis o rezoluție prin care a recunoscut macedonenii ca pe un popor separat de bulgari. În 1936, din această cauză, instanța bulgară la condamnat în absență timp de 12 ani și jumătate în închisoare.  Din 1936 până în 1944, Vlahov a trăit în Uniunea Sovietică, a colaborat cu Josip Broz Tito, care locuia la Moscova și lucra la Secretariatul Balcanic al Cominternului. În 1944 s-a dus în Noua Iugoslavie, în Republica Socialistă Macedonia, unde a avut funcții înalte de stat și politice.
În 1948, la o întâlnire a Comitetului Central al Partidului Comunist Macedonean, el a susținut că decizia ORIM (Unită) din 1932 privind formarea unei etnii macedonene separate a fost o greșeală politică, deoarece aproape toți locuitorii Macedoniei erau vorbitori de limbă bulgară. În cartea sa Momentele istoriei poporului macedonean din 1950, Vlahov a propus introducerea unei singure limbi în Iugoslavia prin fuziunea celor deja existente. Mai târziu, a fost treptat dat la o parte din pozițiile sale înalte din cercul pro-iugoslav din jurul lui Lazar Koliševski. Vlahov a murit la Belgrad în 1953. Fiul său, Gustav, a scris în 1968 cartea Amintiri ale tatălui meu.